# Puig d'en Ferrer
El Puig d'en Ferrer és una muntanya de 107 metres que es troba al municipi de Flaçà, a la comarca del Gironès.